# El planiverso
El planiverso es una novela de Alexander Dewdney, escrita en 1984.

## Sinopsis
Basándose en la novela Planilandia de Edwin Abbott Abbott, el profesor Dewdney junto a sus alumnos de ciencias informáticas, diseñan un mundo virtual vertical en 2D, con el fin de estudiar su desarrollo y evolución. Usando una computadora, sus creadores logran comunicarse con un habitante de este mundo digital llamado Yendred, quien recorre su mundo mientras les explica a sus observadores el funcionamiento de cada detalle de su mundo en dos dimensiones.

## Relación con la cultura árabe
Oculto bajo la superficie de este relato científico y tecnológico hay un cuento. Yendred se encuentra en una búsqueda espiritual que le lleva a una casa Santuario (el 2D equivalente al musulmán de la Kaaba en La Meca), situado entre lo religioso y lo secular. Aquí se encuentra con un sabio que es capaz de moverse en la tercera dimensión. En este punto Yendred entra en contacto con los estudiantes y con el narrador. Hay pistas sobre el significado real de la mentira en el libro de palabras árabes que están dispersos a través de él, por ejemplo Arde es ard, 'la tierra'; Nsana es 'humano'; Ajem Kollosh es ajm kull shay, la casa de todo, etc. Dewdney eligió el árabe maltés como intermedio entre Oriente y Occidente.